# Pałac Krasińskich w Warszawie
Pałac Krasińskich, także pałac Rzeczypospolitej – barokowy pałac zbudowany w latach 1677–1695 dla wojewody płockiego Jana Dobrogosta Krasińskiego według projektu Tylmana z Gameren. 
Do 2019 siedziba zbiorów specjalnych Biblioteki Narodowej (rękopisy i stare druki).

## Historia

### Budowa pałacu
Jan Dobrogost Krasiński posiadał na słabo zabudowanych terenach między ulicami Długą a Świętojerską dwór z ogrodem. Po uzyskaniu przez niego uchwałą sejmową ze stycznia 1677 uwolnienia posesji spod praw miejskich przystąpiono do prac nad pałacem. W latach 1681–1685 Krasiński stał się również właścicielem kilku sąsiednich działek, dzięki czemu możliwe stało się zaprojektowanie większego założenia. Inwestycję realizowano częściowo z sum zdefraudowanych przez Krasińskiego ze skarbu państwa.
W 1682 korpus główny pałacu był gotowy co najmniej w stanie surowym. Przez kilka kolejnych lat trwały dalsze prace, z których część ujęta jest w zapiskach Krasińskiego (m.in. rzeźby do fasady i elewacji ogrodowej, stiuki we wnętrzach, malowanie sufitów, drewniane posadzki, rynny). W 1684 prawdopodobnie pałac miał już ostateczny kształt zewnętrzny i układ pomieszczeń, ale brakowało jeszcze bogatej zewnętrznej dekoracji. Pod koniec lat 80. XVII w. rozpoczął się drugi etap budowy i dekorowania rezydencji. W 1689 rzeźbiarz gdański Andreas Schlüter rozpoczął prace nad płaskorzeźbami tympanonów, zaś w 1693 prace przy kartuszu mającym zdobić fasadę. Do 1695 powstawały m.in. ozdoby na fasadzie dziedzińcowej, dekoracje fasady ogrodowej, a wewnątrz m.in. portale, kominki, obramowania okienne (wykonane przez warszawskiego stolarza i snycerza Wilhelma Barsza), posadzki. Równolegle trwały prace przy budowie prawej, piętrowej oficyny (mieszczącej kuchnię) ogrodzenia, oranżerii, figarni i małej zbrojowni w ogrodzie. Drugiej oficyny nie wybudowano, podobnie jak nie ukończono w pełni budowy całego założenia. Korpus główny pałacu był jednak prawdopodobnie zamieszkany już w drugiej połowie lat. 80 XVII w., a z pewnością w latach 90.
Projektantem pałacu był Tylman z Gameren – architekt holenderskiego pochodzenia, wykształcony we Włoszech, a sprowadzony do Polski przez Lubomirskich w latach 60. XVII wieku. W Bibliotece Uniwersyteckiej w Warszawie przechowywanych jest kilkadziesiąt szkiców Tylmana z Gameren do projektu pałacu. Przy wznoszeniu pałacu zatrudnieni byli również inni architekci i budowniczowie, jak Józef Szymon Bellotti, Jakub Solari oraz Izydor Affaita.
Rezydencja pomyślana była jako wielkie założenie pałacowo-ogrodowe, odwołujące się do wzorców francuskich. W założeniach budowla miała dorównywać innym siedzibom magnackim w ówczesnej Warszawie, a także budowanemu właśnie pałacowi w Wilanowie. Przez współczesnych budowla była uznawana za jeden z najpiękniejszych pałaców w Polsce. Wystrój wewnętrzny i elementy elewacji nawiązywały do legendy o antycznym pochodzeniu rodu Krasińskich od Marka Waleriusza Korwinusa.

### XVIII wiek

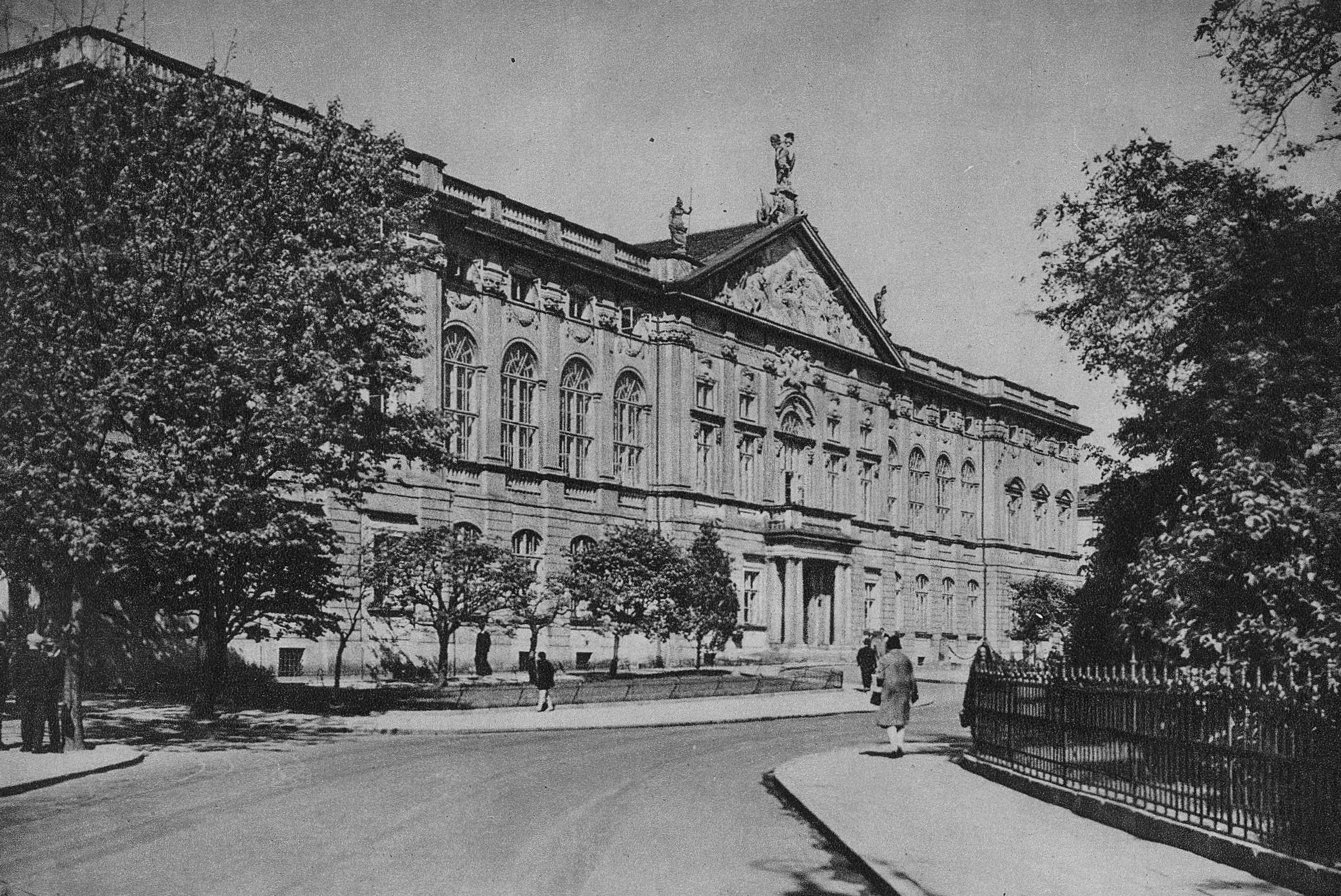
Pałac Krasińskich przed 1939

W marcu 1699 roku w czasie karnawału na balu w pałacu brał udział król August II Mocny, a następnie odbyła się w nim uroczystość z okazji podpisania pokoju w Karłowicach. Dekorowanie wnętrz przerwała III wojna północna oraz obrabowanie i dewastacja pałacu przez Szwedów w 1702. Za życia fundatora pałac nie doczekał się gruntowniejszej restauracji ani finalizacji pierwotnego założenia. Po śmierci Dobrogosta pałac przeszedł w 1717 roku na własność jego wnuka starosty opinogórskiego Błażeja Jana Krasińskiego, który jednak w pałacu bywał rzadko, co przyczyniło się do dalszego pogorszenia jego stanu technicznego. 
Po bezpotomnej śmierci Błażeja w 1751 pałac stał się własnością kilku członków bocznych linii rodziny, których następnie spłacił biskup kamieniecki Adam Stanisław Krasiński, stając się w 1763 jedynym właścicielem pałacu.

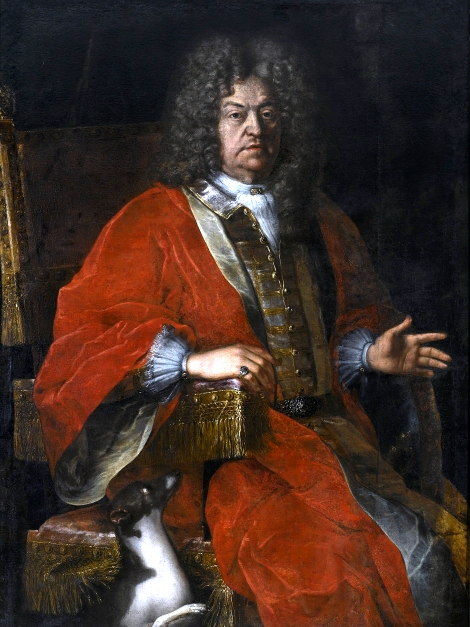
Jan Dobrogost Krasiński

5 grudnia 1765 pałac został zakupiony przez Rzeczpospolitą na siedzibę Komisji Skarbowej Koronnej. Od tej pory nosił nazwę pałacu Rzeczypospolitej i pełnił najważniejsze funkcje państwowe. Pałac i ogród były w złym stanie, dodatkowo rozplanowanie wnętrz korpusu głównego, składającego się z dużych sal reprezentacyjnych i apartamentów mieszkalnych, nie odpowiadało potrzebom urzędów państwowych, dlatego też w kwietniu 1766 rozpoczęła się przebudowa pałacu pod kierunkiem Jakuba Fontany. W 1766 uporządkowany Ogród Krasińskich udostępniono publiczności. Pierwszy etap prac ukończono w 1768, ale dalsze prace trwały do 1773. Przebudowa polegała na gruntownej zmianie układu pomieszczeń w bocznych częściach budynku, przeznaczonych na potrzeby urzędowe, niewielkiej przebudowie sali w środkowej części gmachu na potrzeby archiwum Skarbu Koronnego i Metryki Koronnej oraz przeznaczeniu trzeciej kondygnacji na mieszkania dla urzędników. Pomieszczenia na parterze i piętrze uzyskały nową bogatą dekorację architektoniczną i malarską, w jednym z pomieszczeń umieszczono wybrane arrasy wawelskie.Około 1773 Fontana wykonał projekt budowy nowych gmachów w otoczeniu pałacu i uporządkowania dziedzińca, nie został on jednak zrealizowany. Kolejne projekty rozbudowy powstały około 1778. Niektóre z nich, przygotowane przez Augusta Moszyńskiego, zakładały wybudowanie obok pałacu gmachu Teatru Narodowego. W tym samym czasie Dominik Merlini przedstawił projekt wykończenia placu przed pałacem. Projekty Moszyńskiego i Merliniego również nie zostały zrealizowane. Wygląd pałacu w tym okresie widoczny jest na obrazie Canaletta z około 1778.

W grudniu 1782 roku pałac spłonął. Pożar uwiecznił na dwóch rysunkach Jan Piotr Norblin, który był świadkiem wydarzenia. Po pożarze, który strawił dużą część wnętrza, pałac został do grudnia 1783 roku odbudowany według projektu Dominika Merliniego. Podczas tych prac pokryto dach blachą w miejsce dachówki i zlikwidowano lukarny w elewacjach bocznych. Wygląd zewnętrzny pałacu zmienił się niewiele, natomiast wewnątrz zmieniono przeznaczenie części pomieszczeń, wykonano nowe zdobienia, zaś na drugim piętrze zlikwidowano mieszkania urzędników.

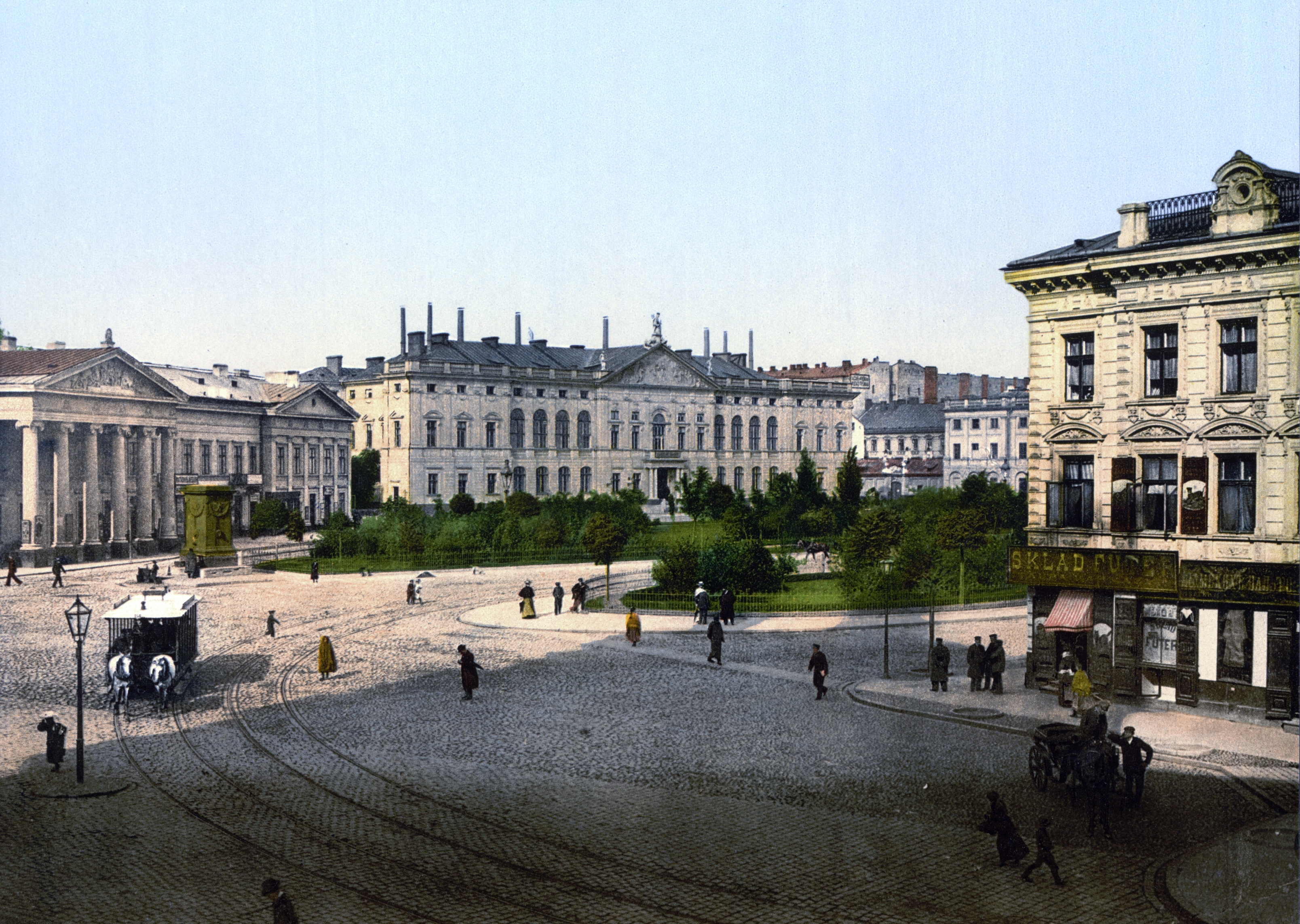
Plac Krasińskich około 1900, w głębi pałac Krasińskich

### Zabory
W 1795 carskie władze wojskowe wywiozły z pałacu wyposażenie. W 1796, gdy Warszawa przypadła Prusom, w pałacu wyłożono księgi do złożenia podpisów poddańczych po hołdzie oddanym królowi Prus Fryderykowi Wilhelmowi II. W latach 1807–1812 w gmachu mieściły się urzędy Księstwa Warszawskiego. W 1817 powierzono Piotrowi Aignerowi przygotowanie projektu odrestaurowania i rozbudowy pałacu oraz uporządkowania placu przed pałacem. W projekcie przewidziany był również pomnik księcia Józefa Poniatowskiego zamówiony u Bertela Thorvaldsena, mający znaleźć się na środku placu, który jednak ostatecznie umieszczony został w innej lokalizacji. Projekt Aignera nie został zrealizowany, jedynie w latach 1819–1820 nadbudowano oficynę według jego zmodyfikowanego projektu.
W dobie Królestwa Polskiego odbywały się tutaj w latach 1827–1828 posiedzenia sądu sejmowego. W 1835 pałac został odnowiony po uszkodzeniach z czasów walk powstałych w trakcie powstania listopadowego, budowla zaś stała się siedzibą dwóch departamentów rosyjskiego Senatu Rządzącego i sądów. W okresie poprzedzającym powstanie styczniowe w 1861 roku w pałacu mieszkał naczelnik rządu cywilnego Aleksander Wielopolski. Po upadku powstania gmach przemianowano na „Pałac Sądów” dokonano niefortunnych przeróbek oraz skuto kamienny kartusz z herbem Krasińskich.

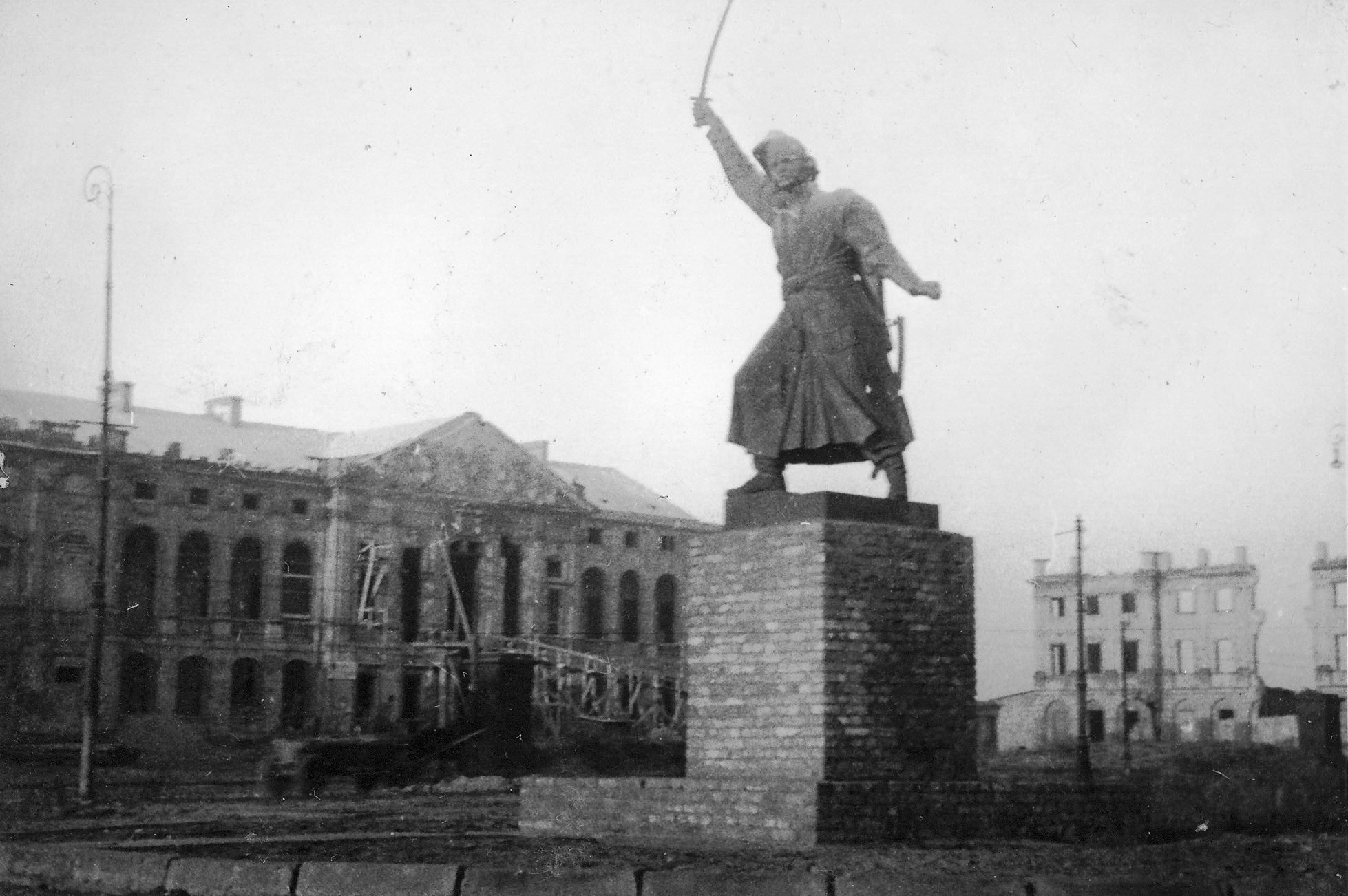
Pałac Krasińskich po II wojnie światowej

### Dwudziestolecie i II wojna światowa
W styczniu 1917 roku Pałac Rzeczypospolitej został przekazany polskiej Tymczasowej Radzie Stanu w Królestwie Polskim. W latach 1917–1939 był siedzibą Sądu Najwyższego, a jego oficyna – Sądu Okręgowego. W 1929 przeprowadzono restaurację pałacu, podczas której m.in. umieszczono nowe kartusze z herbem Rzeczypospolitej dłuta Jana Biernackiego. We wrześniu 1939 roku pałac został uszkodzony i częściowo wypalony. 27 sierpnia 1944 podczas powstania warszawskiego pałac został zbombardowany przez samoloty niemieckie, w wyniku czego zginęło 27 powstańców z batalionu „Parasol”. Po zakończeniu walk pałac został w trakcie burzenia Warszawy niemal doszczętnie spalony wraz z przechowywanymi zbiorami wskutek działań oddziałów z ramienia Technische Nothilfe miotających ogniem (Brandkommando). Po wojnie zniszczenia budynku oszacowano na 85%.

### Lata powojenne
Odbudowę rozpoczęto w 1948 według projektu Mieczysława Kuzmy i Zbigniewa Stępińskiego, zaś ukończono ją w 1961. W 1958 budynek został przejęty przez Bibliotekę Narodową. W 1964 dokonano pełnej rekonstrukcji zniszczonych postaci i detali płaskorzeźby na ocalałym tympanonie z ryzalitu środkowego fasady. W latach 1982–1984 przeprowadzono pierwszą po odbudowie pełną konserwację obejmującą wystrój plastyczny obydwu elewacji, jednak z powodu popełnionych błędów kolejną konserwację zewnętrznej dekoracji rzeźbiarskiej przeprowadzono w 1998.
Znajduje się w nim ocalałe ok. 5% z liczącej 40 tysięcy rękopisów Biblioteki Załuskich i Muzeum Polskiego w Rapperswilu, księgozbiór Biblioteki Wilanowskiej, a także inne zebrane później stare druki i zbiory graficzne. Na uwagę zasługują zwłaszcza bezcenne iluminowane polskie i zagraniczne średniowieczne manuskrypty. Znajduje się tam również zbiór tematyczny poświęcony okresowi Wielkiej Emigracji (1831–1883) i pamiątki piśmiennicze po Cyprianie Kamilu Norwidzie.
W sali wilanowskiej znajduje się szklana urna zawierająca na wpół spopieloną książkę.
W latach 2014−2016 budynek został poddany rewitalizacji. Do 2024 trwały prace związane z projektem „Modernizacja i aranżacja wnętrz Pałacu Krasińskich (Pałacu Rzeczypospolitej) przy Placu Krasińskich 3/5 w Warszawie”. Celem projektu było m.in. stworzenie interaktywnej przestrzeni wystawienniczej. 21 maja 2024 Pałac Krasińskich został oficjalnie otwarty dla publiczności. Uroczystemu otwarciu towarzyszył koncert plenerowy. Obecnie w barokowych wnętrzach pałacu można oglądać bezcenne zabytki polskiego i światowego piśmiennictwa.

## Architektura
Zespół pałacowy jest jednym z najokazalszych założeń entre cour et jardin w Warszawie. Dwupiętrowy korpus główny pałacu o układzie symetrycznym zbudowany jest na rzucie prostokąta. Jego wymiary to: 75,5 m długości, 27,5 m szerokości oraz 19 m wysokości. Fasada pałacu zwrócona jest w kierunku wschodnim na obecny Plac Krasińskich.
Na osi środkowej fasady i elewacji ogrodowej znajdują się nieznacznie wysunięte ryzality, w których mieściły się wnętrza reprezentacyjne. Ryzality narożne są płytkie od strony fasady i elewacji ogrodowej, zaś silnie wysunięte od strony elewacji bocznych. 19-osiowa fasada podkreślona jest trzema ryzalitami: 5-osiowym środkowym i dwoma skrajnymi 3-osiowymi. Budynek posiada niski czterospadowy dach z sześcioma regularnie rozmieszczonymi kominami.
Pierwsza kondygnacja budynku pokryta jest w lizenach międzyosiowych boniowaniem pasowym, pełniącym rolę cokołów dla znajdujących się powyżej jońskich pilastrów, dzielących fasadę. W przyziemiu ryzalitów umieszczone są prostokątne okna z obramowaniami, uszakami i naczółkami (wypełnionymi prostokątną płyciną). Przestrzenie między ryzalitami wypełnione są otworami otwartej galerii i zamknięte łukami spłaszczonymi. Za otworami znajdują się okna, takie jak w ryzalitach.
Na osi centralnej środkowego ryzalitu znajduje się prostokątny otwór wejściowy, poprzedzony dwoma parami kolumn toskańskich, podtrzymującymi belkowanie, na którym umieszczona jest płyta balkonu z narożnymi cokołami i tralkową balustradą. Na balkon otwiera się portfenetr z półkolistym nadświetlem, zwieńczonym łukowo wygiętym naczółkiem i muszlowym zwornikiem. Powyżej znajduje się owalny kartusz z orłem, podtrzymywany przez parę geniuszy (pierwotnie znajdował się tam herb Krasińskich). Węższe prostokątne okna osi bocznych środkowego ryzalitu, z prawie kwadratowymi nadświetlami, pozorują dwie kondygnacje, chociaż doświetlają tylko jedno reprezentacyjne pomieszczenie. Nadświetla te zwieńczone są płaskorzeźbami wazonów z kwiatami.
Głowice pilastrów centralnego ryzalitu dźwigają belkowanie i trójkątny fronton. Tympanon wypełniony jest kamienną okładziną z płaskorzeźbą Andreasa Schlütera Pojedynek Waleriusza z wodzem Gallów. Szczyt frontonu zwieńczony jest figurą Marka Waleriusza. U podnóża rzeźby umieszczone są postacie spętanych niewolników, zaś na narożach frontonu rzeźby Pallas Ateny oraz Marsa. Wszystkie rzeźby są kopiami z okresu odbudowy.

## Zbiory

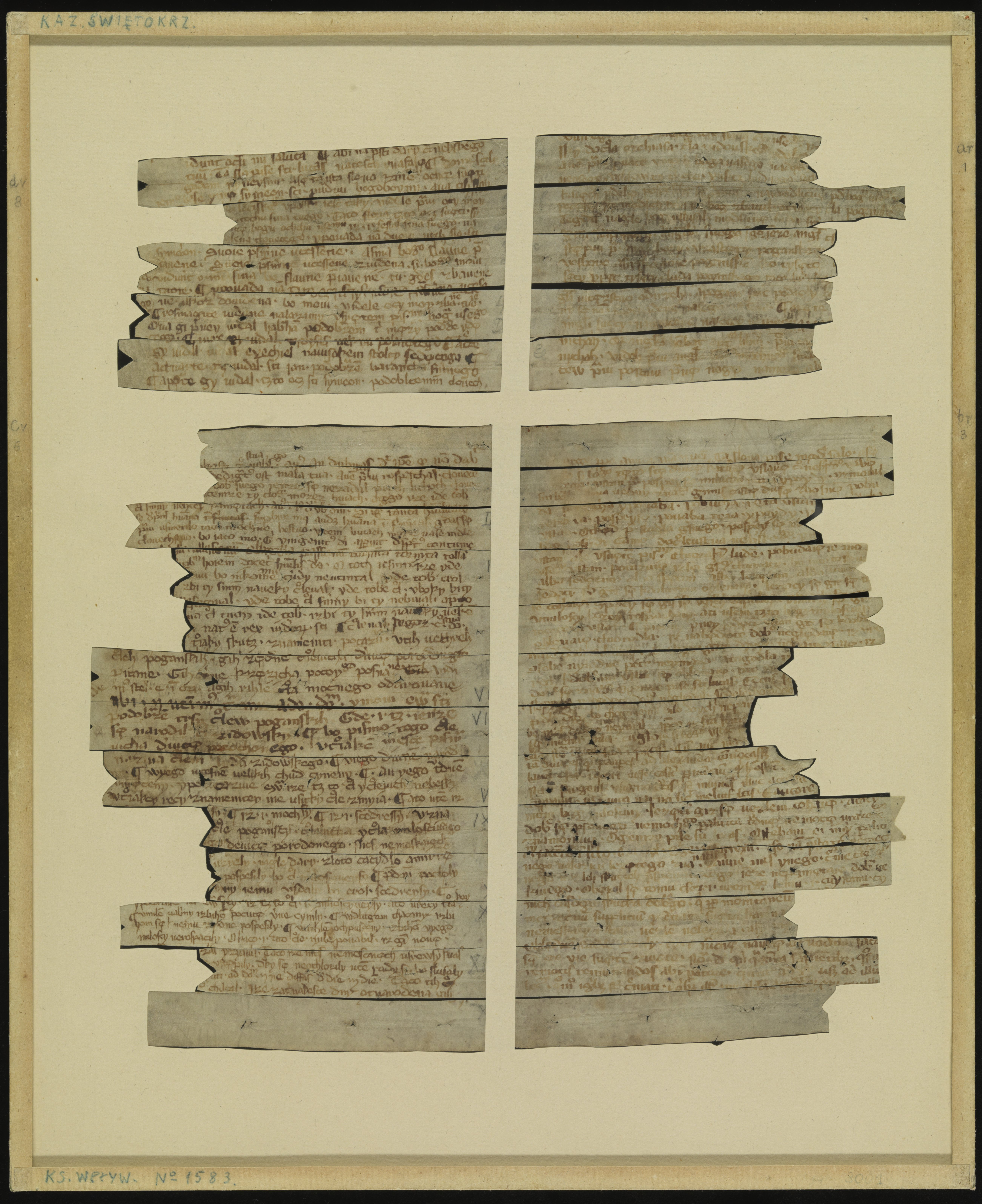
Kazania świętokrzyskie – jeden z eksponatów na wystawie

Od 2024 w odnowionym Pałacu Rzeczypospolitej można oglądać na wystawie stałej najcenniejsze obiekty ze zbiorów Biblioteki Narodowej.

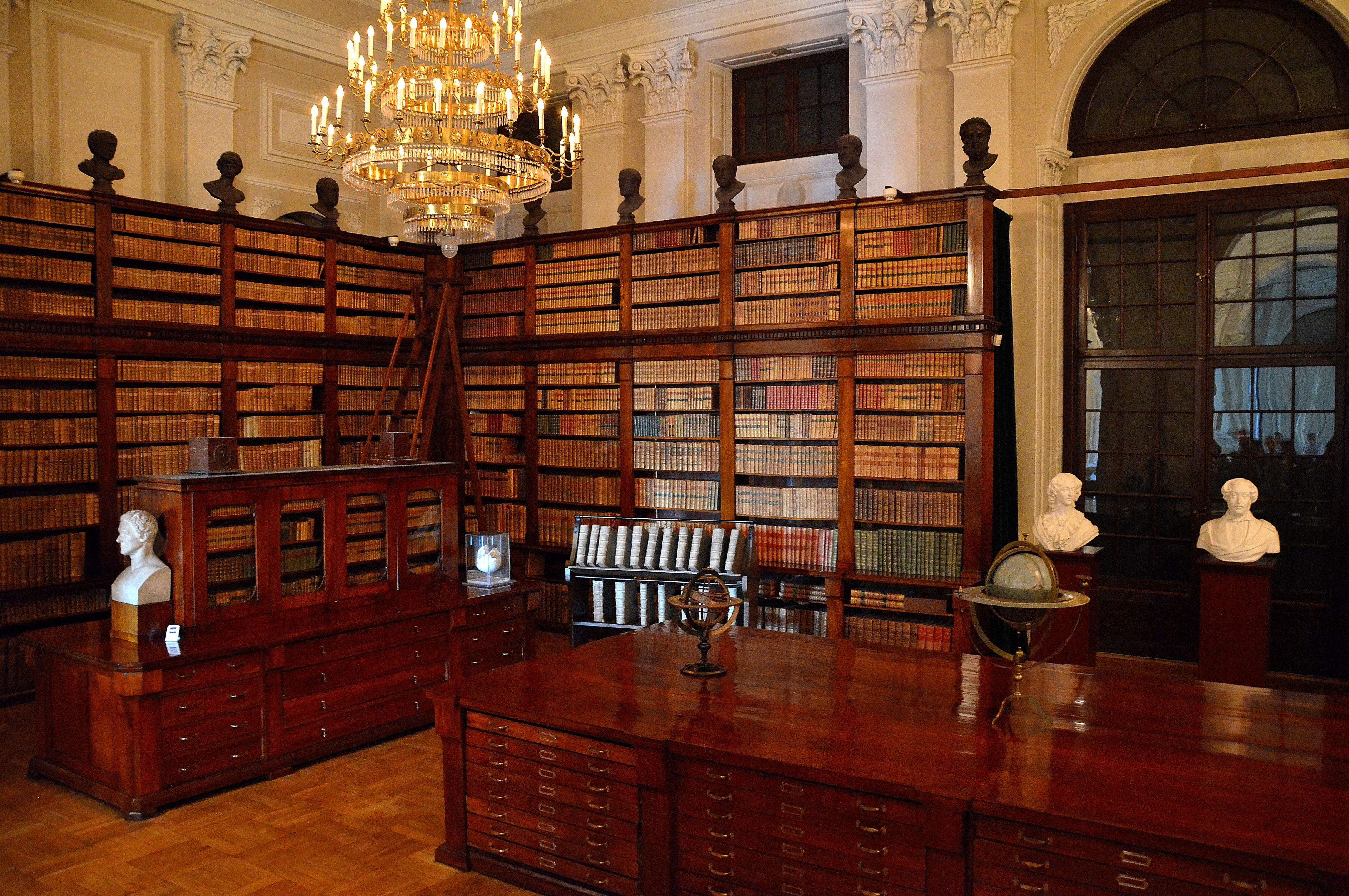
Sala Wilanowska

Na wystawie znajdują się zabytki języka polskiego i historii Polski, Kazania świętokrzyskie, Psałterz floriański, Rocznik świętokrzyski dawny, rękopisy Kroniki Galla Anonima i Kroniki Wincentego Kadłubka. Prezentowane są też rękopisy dzieł czołowych polskich pisarzy, zarówno dawniejszych (m.in. Jan Kochanowski, Adam Mickiewicz, Juliusz Słowacki, Cyprian Kamil Norwid), jak i bardziej współczesnych (Krzysztof Kamil Baczyński, Zbigniew Herbert, Czesław Miłosz). 
Wśród zabytków muzycznych znalazły się rękopisy utworów takich kompozytorów, jak Fryderyk Chopin, Henryk Mikołaj Górecki i Krzysztof Komeda.
Kolejną grupę eksponatów stanowią polskie i zagraniczne zabytki piśmiennictwa oraz iluminatorstwa średniowiecznego i renesansowego.

## Galeria

Widoki archiwalne
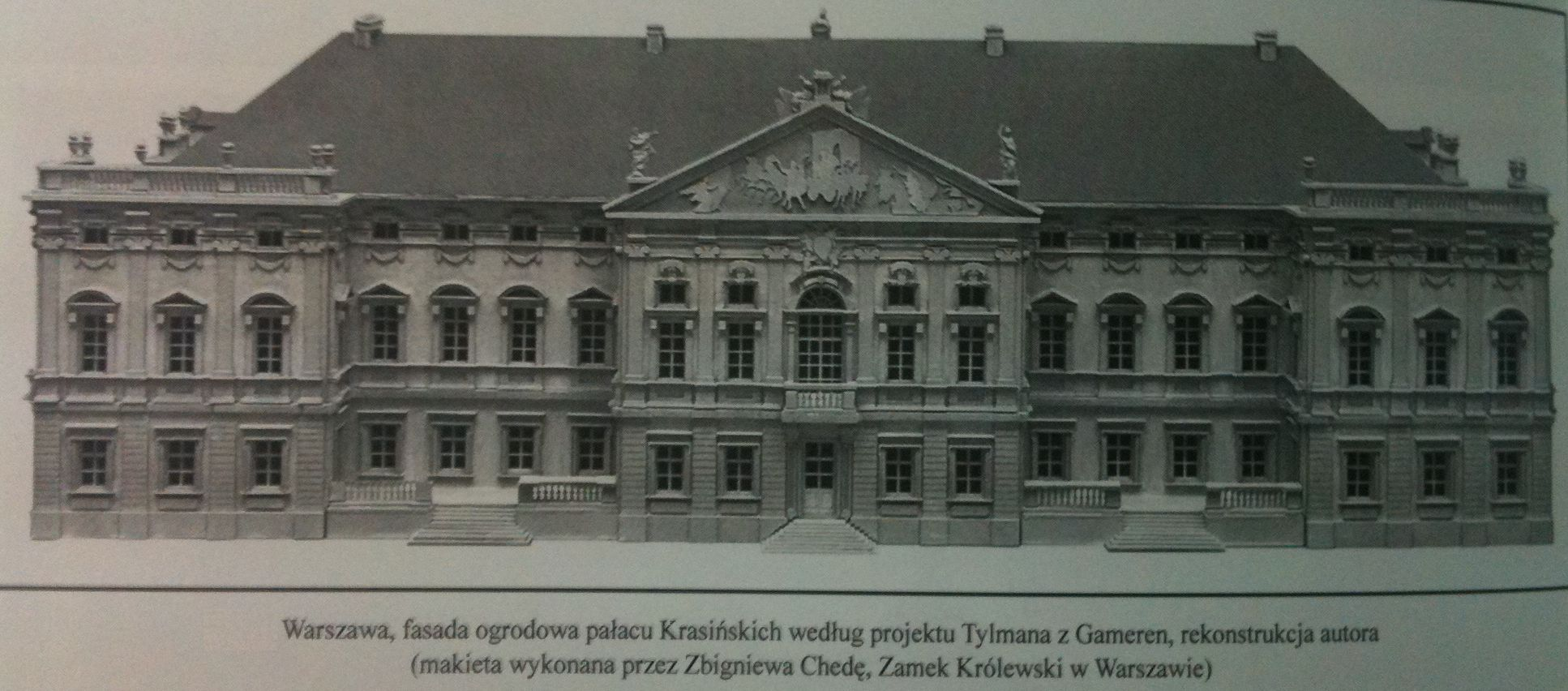
Pałac w czasach Tylmana z Gameren
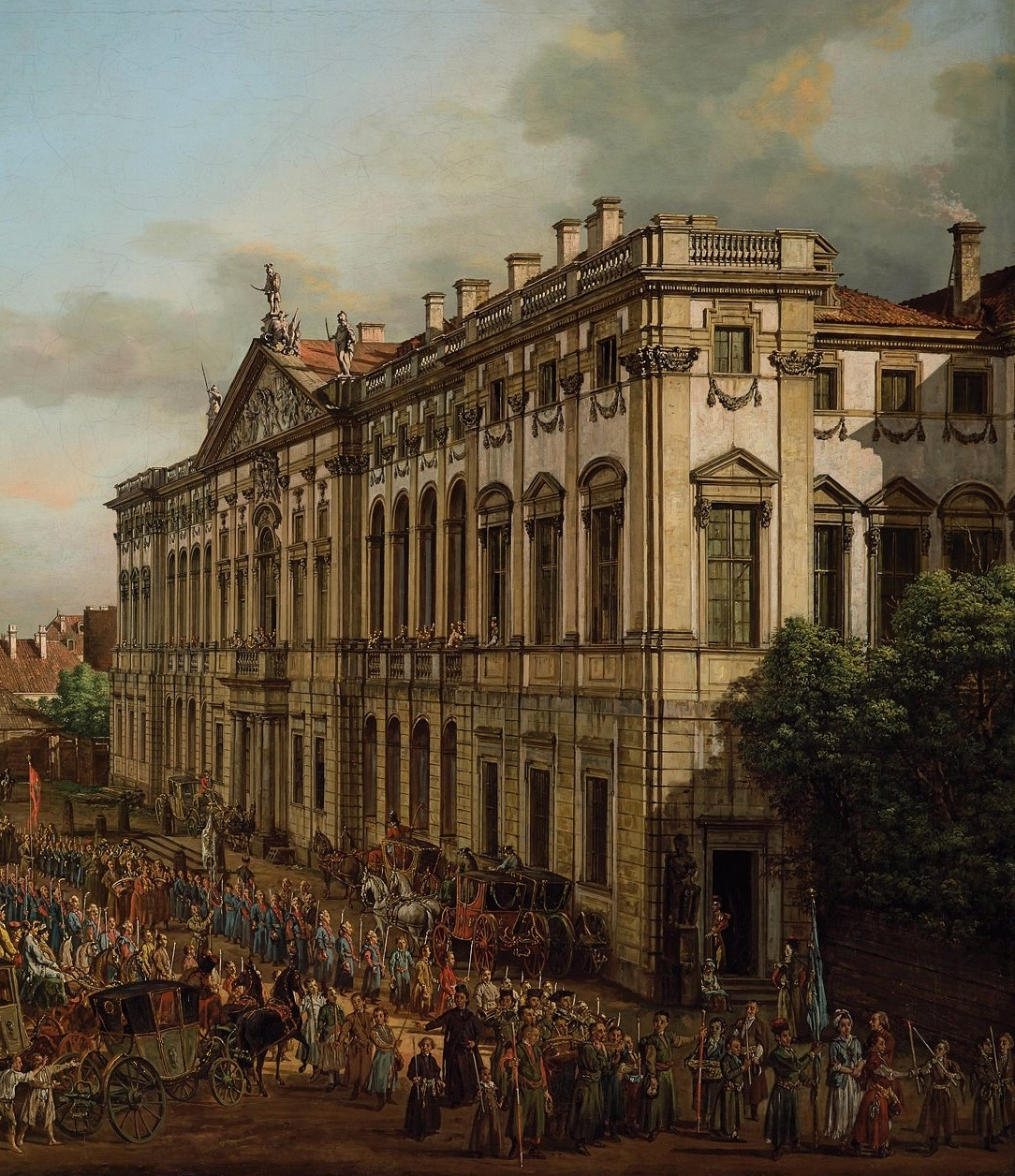
Pałac Krasińskich na obrazie Canaletta (1778)
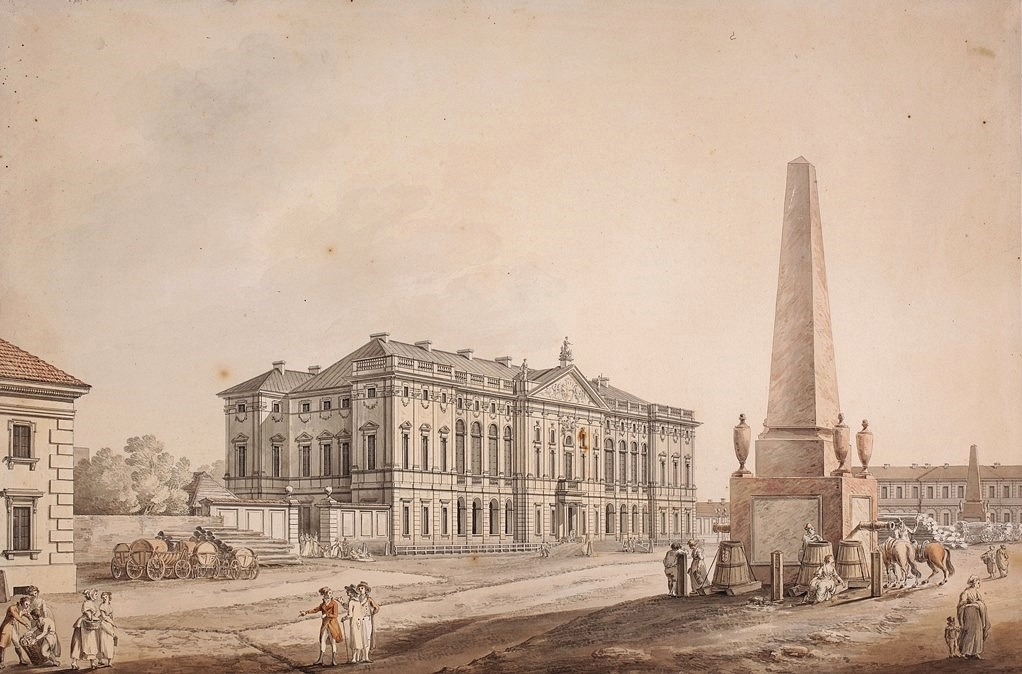
Grafika Zygmunta Vogla (1795)
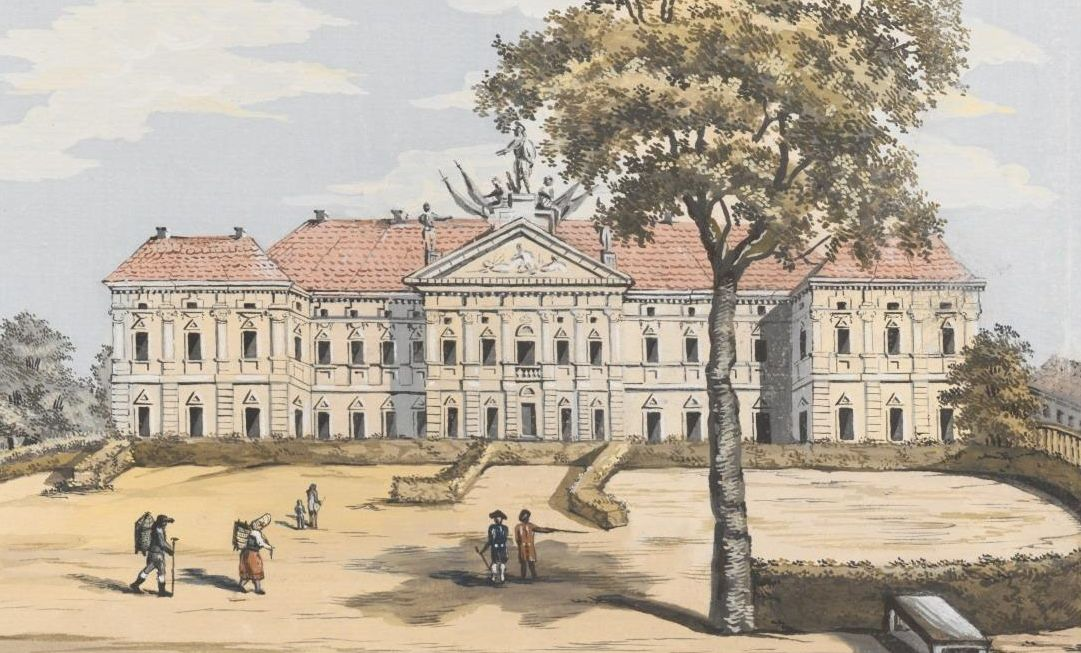
Pałac w 1805
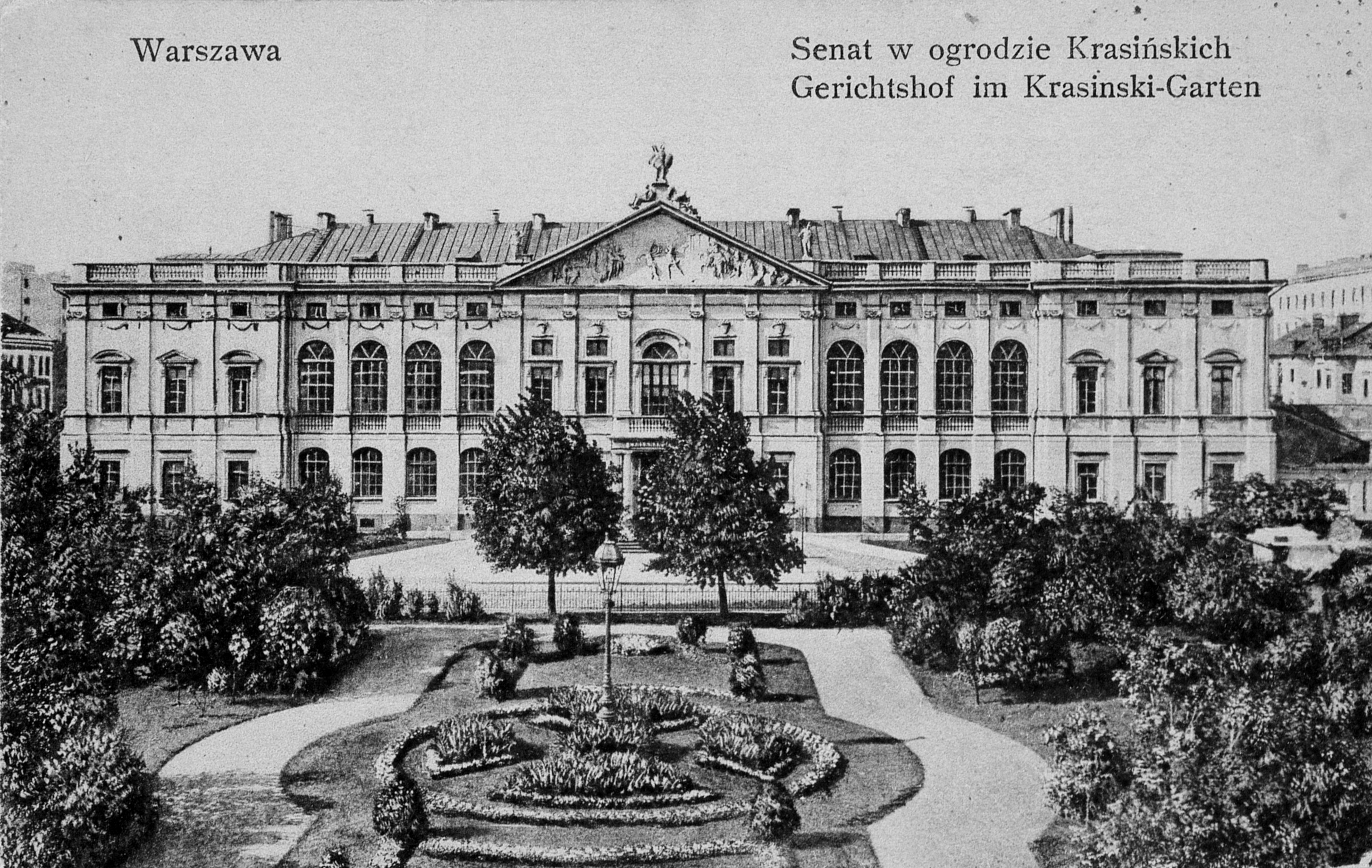
Widok od pl. Krasińskich w okresie międzywojennym

Widoki współczesne
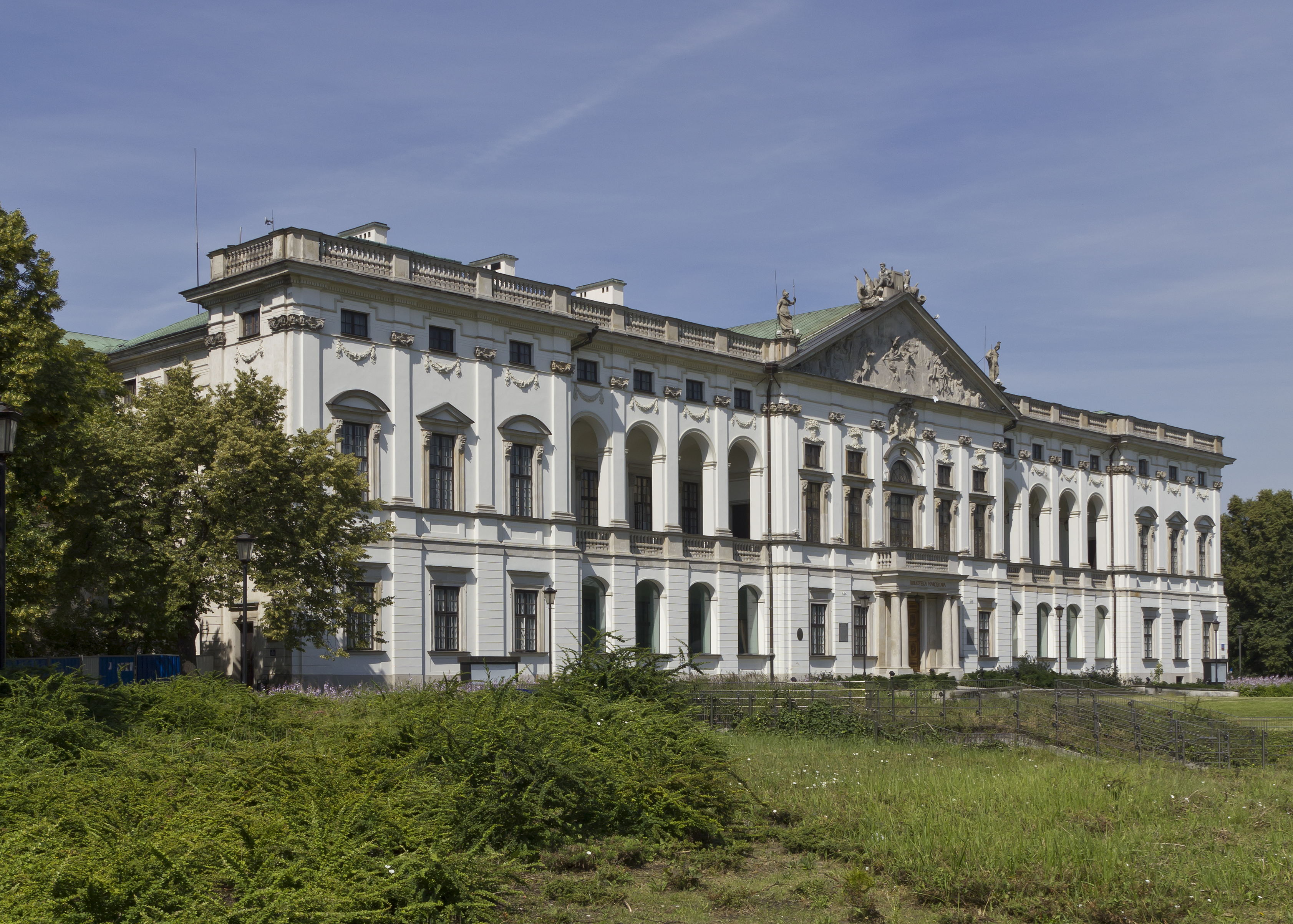
Fasada frontowa (2013)
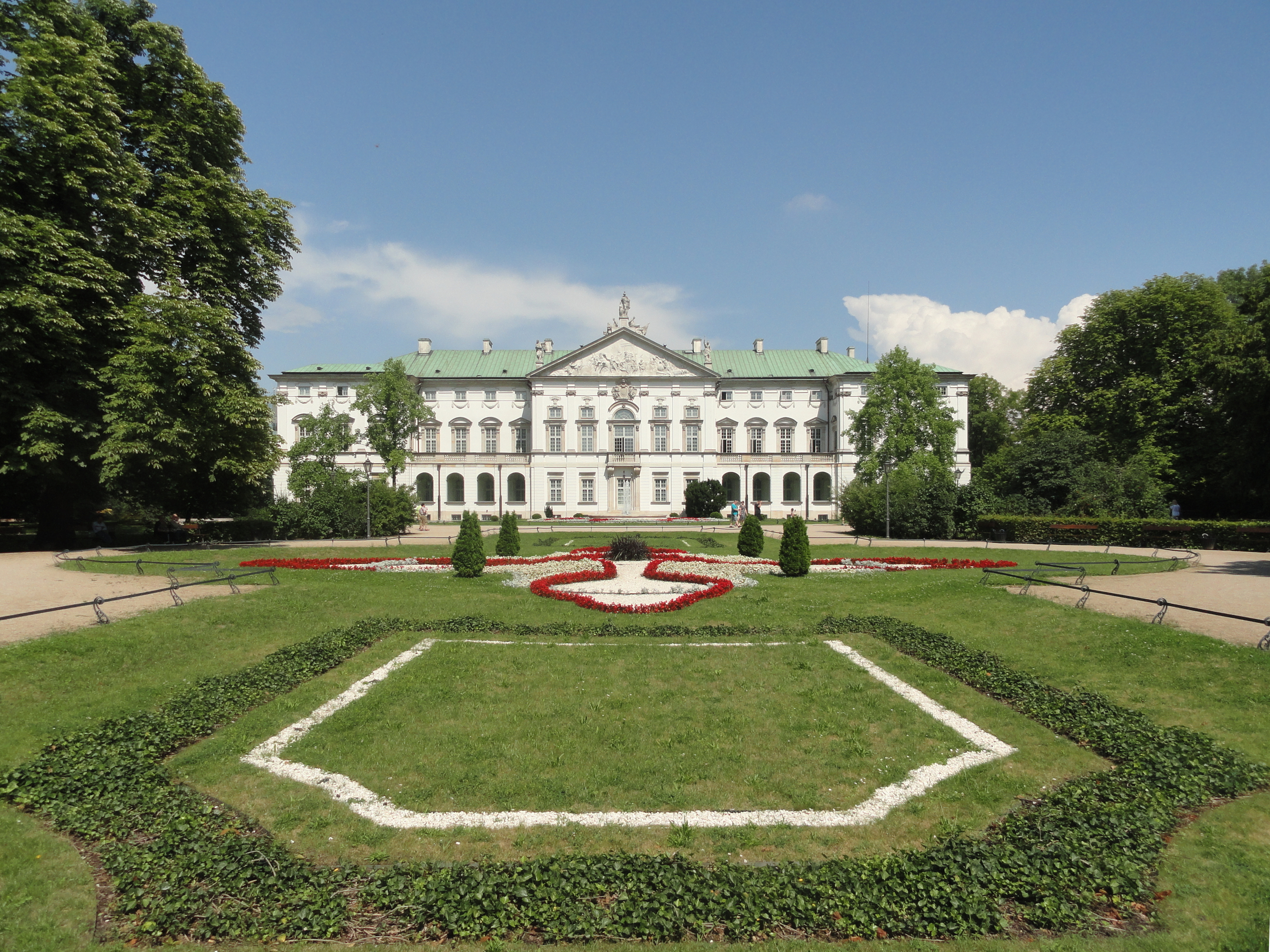
Fasada od strony ogrodu (2018)
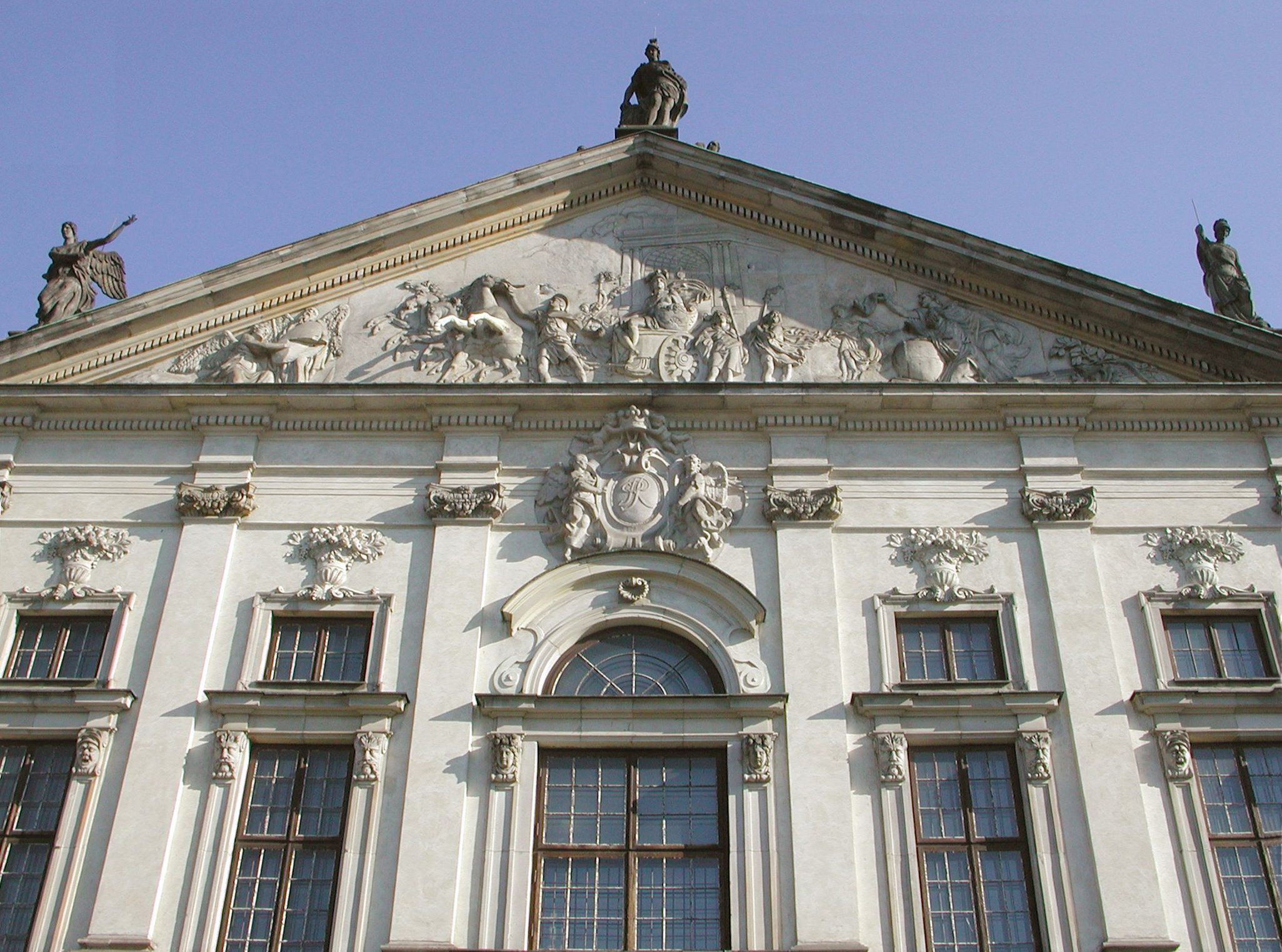
Rzeźby Andreasa Schlütera (2005)
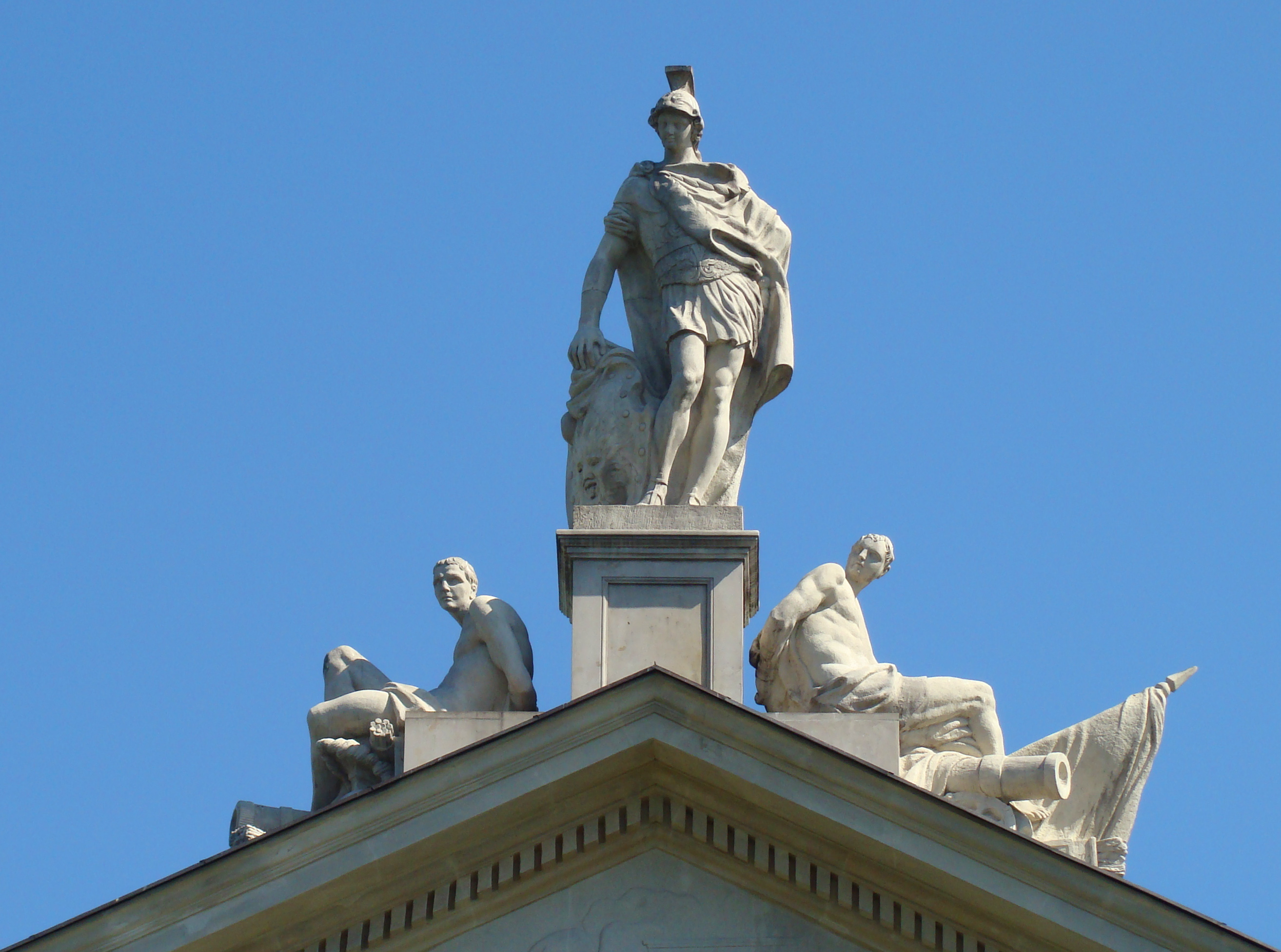
Panoplia (2009)
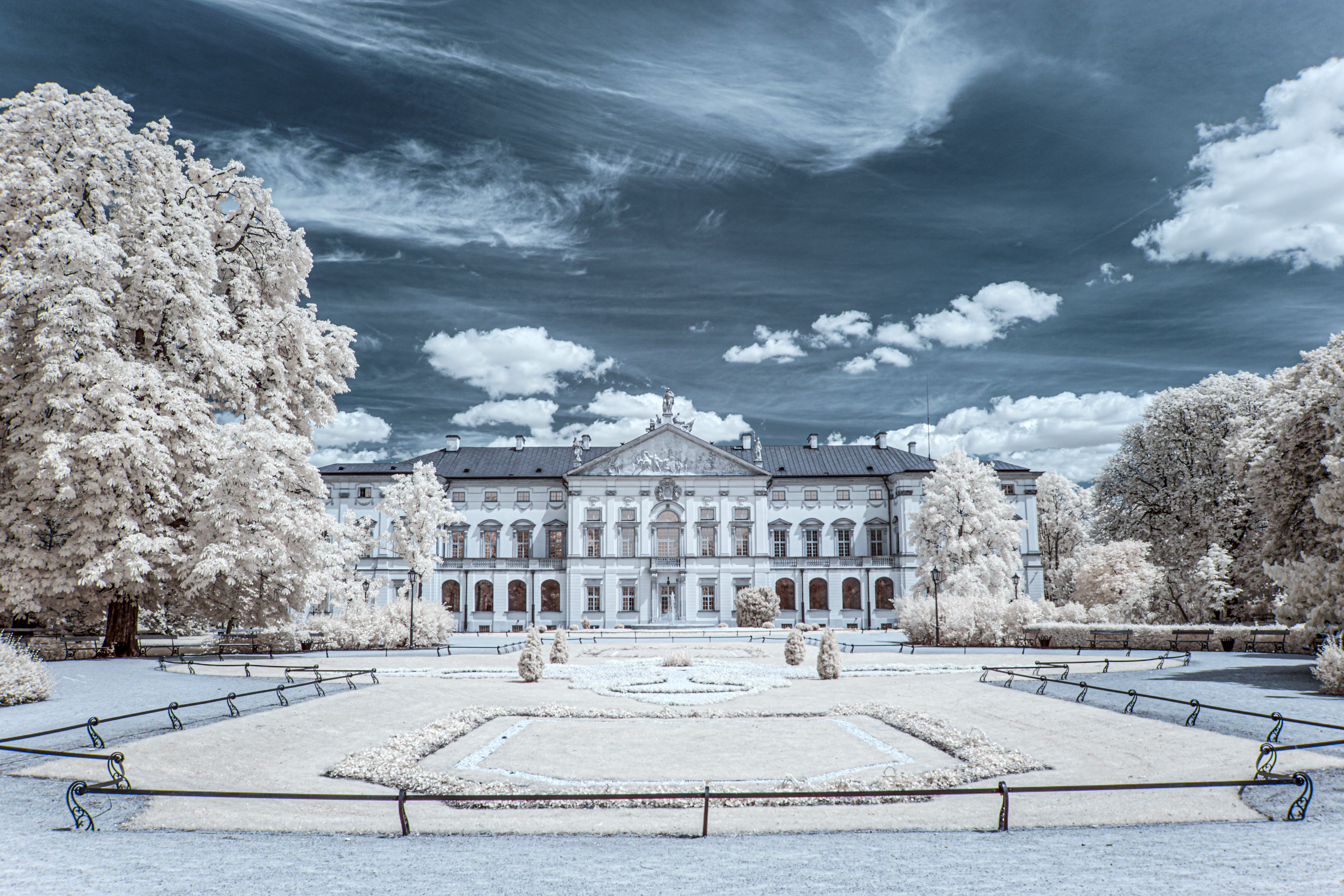